# 陳杜衡

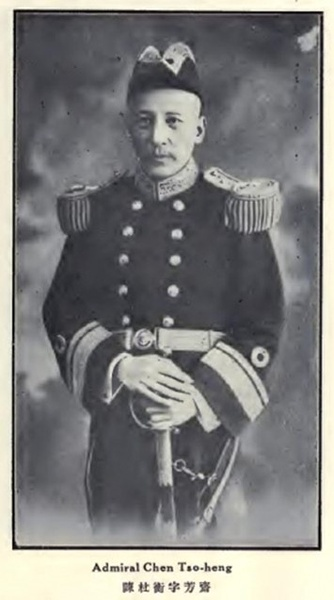
120

陈杜衡（1864年—？），字芳斋，直隶青县人。中国近代军事将领。

## 生平
1884年，毕业于天津水师学堂，随后官派留学英国，回国后担任水师教官，1923年授海军少将衔，改任交通部南洋大学校長，次年辭職。